# Bulbophyllum torquatum
Bulbophyllum torquatum är en orkidéart som beskrevs av Johannes Jacobus Smith. Bulbophyllum torquatum ingår i släktet Bulbophyllum och familjen orkidéer. Inga underarter finns listade i Catalogue of Life.